# CSN (альбом)
CSN — третий студийный альбом американской супергруппы Crosby, Stills & Nash, выпущенный 17 июня 1977 года на лейбле Atlantic Records. Это второй студийный релиз группы в составе трио. Альбом занял 2-е место в чарте Billboard Top Pop Albums; два сингла с альбома — «Just a Song Before I Go» Нэша (№ 7) и «Fair Game» Стиллса (№ 43) — вошли в чарт Billboard Hot 100. В настоящее время этот альбом является самым продаваемым альбомом трио, обогнав на 200 000 копий дебютный альбом 1969 года Crosby, Stills & Nash. Он был сертифицирован RIAA как четырежды платиновый.

## История
CSN стал последним полностью реализованным альбомом трио, а также последней записью, на которой три главных участника исполнили все вокальные партии без использования дополнительных голосов.

## Отзывы
| Оценки критиков          | Оценки критиков |
| Источник                 | Оценка          |
| ------------------------ | --------------- |
| AllMusic                 | [ 4 ]           |
| Christgau's Record Guide | D+              |

Альбом получил положительные отзывы от музыкальных критиков. Джим Ньюсом из AllMusic отметил, что «Музыка здесь очень хороша, хотя, возможно, и не дотягивает до уровня Crosby, Stills & Nash или Déjà Vu. Тем не менее, песни демонстрируют большую лирическую зрелость и композиционную сложность по сравнению с этими ранними альбомами (из гораздо более невинного времени). Песня „Just a Song Before I Go“ стала последним акустическим номером Грэма Нэша, который был принят на радио и вошел в десятку лучших синглов. Песни „See the Changes“ и „Dark Star“ вошли в число лучших работ Стивена Стиллза, а Дэвид Кросби представил три классических композиции из своего самобытного творчества: „Shadow Captain“, „Anything at All“ и прекрасную „In My Dreams“. Многочастная „Cathedral“ Нэша, воспоминание о кислотном трипе в Винчестерском соборе в день его 32-летия, стала основным элементом концертного репертуара группы. CSN ... прекрасно сохранился как память о своем времени, так и в качестве приятного музыкального произведения».

## Список композиций
| №  | Название          | Автор(ы)                  | Лид-вокал                 | Длительность |
| -- | ----------------- | ------------------------- | ------------------------- | ------------ |
| 1. | «Shadow Captain»  | David Crosby Craig Doerge | Crosby, Stills & Nash     | 4:32         |
| 2. | «See the Changes» | Stephen Stills            | Stills with Crosby & Nash | 2:56         |
| 3. | «Carried Away»    | Graham Nash               | Nash with Crosby          | 2:29         |
| 4. | «Fair Game»       | Stephen Stills            | Stills with Crosby & Nash | 3:30         |
| 5. | «Anything at All» | David Crosby              | Crosby                    | 3:01         |
| 6. | «Cathedral»       | Graham Nash               | Nash with Crosby          | 5:15         |

| №  | Название                  | Автор(ы)       | Лид-вокал                 | Длительность |
| -- | ------------------------- | -------------- | ------------------------- | ------------ |
| 1. | «Dark Star»               | Stephen Stills | Stills                    | 4:43         |
| 2. | «Just a Song Before I Go» | Graham Nash    | Nash                      | 2:12         |
| 3. | «Run from Tears»          | Stephen Stills | Stills                    | 4:09         |
| 4. | «Cold Rain»               | Graham Nash    | Nash                      | 2:32         |
| 5. | «In My Dreams»            | David Crosby   | Crosby                    | 5:10         |
| 6. | «I Give You Give Blind»   | Stephen Stills | Stills with Crosby & Nash | 3:21         |

## Позиции в хит-парадах
| Чарт (1977)                        | Высшая позиция |
| ---------------------------------- | -------------- |
| US Top LPs & Tape (Billboard)      | 2              |
| UK Album Charts                    | 23             |
| Canadian RPM 100 Albums            | 9              |
| Norwegian VG-lista Albums          | 10             |
| New Zealand Albums Charts          | 24             |
| French Album Charts                | 23             |
| Swedish Kvällstoppen Chart         | 17             |
| Spanish Album Charts               | 21             |
| Australian Kent Music Report Chart | 7              |
| Dutch MegaCharts Albums            | 4              |
| Italian Album Charts               | 24             |
| Austrian Albums Chart              | 23             |
| Japanese Oricon LP Chart           | 54             |
| US Cash Box Top 100 Albums         | 2              |
| US Record World Album Chart        | 2              |

| Год  | Сингл                     | Чарт                               | Высшая позиция |
| ---- | ------------------------- | ---------------------------------- | -------------- |
| 1977 | «Just A Song Before I Go» | US Billboard Hot 100               | 7              |
| 1977 | «Just A Song Before I Go» | Netherlands (Single Top 100)       | 23             |
| 1977 | «Just A Song Before I Go» | French Singles Charts              | 30             |
| 1977 | «Just A Song Before I Go» | Canada Top Singles (RPM)           | 10             |
| 1977 | «Just A Song Before I Go» | US Easy Listening (Billboard)      | 5              |
| 1977 | «Just A Song Before I Go» | Australia (Go-Set National Top 40) | 59             |
| 1977 | «Just A Song Before I Go» | US Top Singles (Cash Box)          | 8              |
| 1977 | «Just A Song Before I Go» | US Top Singles (Record World)      | 12             |
| 1977 | «Fair Game»               | US Billboard Hot 100               | 43             |
| 1977 | «Fair Game»               | Canada Top Singles (RPM)           | 42             |
| 1977 | «Fair Game»               | US Top Singles (Cash Box)          | 47             |
| 1977 | «Fair Game»               | US Top Singles (Record World)      | 56             |

### Годовые итоговые чарты
| Чарт (1977)           | Позиция |
| --------------------- | ------- |
| Canadian Albums Chart | 52      |
| Italian Albums Chart  | 65      |
| Dutch Album Charts    | 40      |
| US Billboard 200      | 83      |
| US Cashbox Charts     | 15      |

## Сертификации
| Регион                                                      | Сертификация  | Продажи    |
| ----------------------------------------------------------- | ------------- | ---------- |
| США (RIAA)                                                  | 4× Платиновый | 4 000 000^ |
| ^ Данные о тиражах приведены только на основе сертификации. |               |            |